# Straneggbach
Der Straneggbach, auch Straneckbach, ist ein rechter Zubringer der Alm im Toten Gebirge in Oberösterreich.

## Lauf und Landschaft
Der Straneggbach entspringt unterhalb des Eibenkogels am westlichen Hang der Hetzau, einem östlichen Seitental des Almtals. Er fließt anschließend in nördlicher bis nordwestlicher Richtung durch die Hetzau und passiert das Almtaler Haus sowie den Kleinen und Großen Ödsee, deren unterirdische Abflüsse er aufnimmt. Unterhalb der Ödseen münden der Hintere und der Vordere Springbach von links ein.
Das Einzugsgebiet des Straneggbaches misst 38 km², der höchste Punkt darin ist der Große Priel mit 2515 m ü. A.

## Ökologie
Der Straneggbach ist relativ naturbelassen, schnell fließend und sehr strukturreich. Er verfügt über flache Ufer und zahlreiche, teilweise bewaldete Schotterbänke. Er weist einen pendelnden, abschnittsweise leicht mäandrierenden Verlauf auf. Im Unterlauf ist er bis zu 6 m breit. Über weite Strecken weist er ein Uferbegleitgehölz auf. Die Baumschicht ist bis 20 m hoch und besteht vorwiegend aus Gemeiner Esche, Rotbuche, Erlen und Gemeiner Fichte. Auf den dynamischen Schotterbänken kommen seltene, hoch spezialisierte Heuschreckenarten, wie der Kiesbank-Grashüpfer und die Türks Dornschrecke vor.